# Лодыгин, Сергей Петрович
Серге́й Петро́вич Лоды́гин (28 января [9 февраля] 1892, г. Аткарск Саратовской губернии  — 9 июня 1948, Москва) — русский художник, график, театральный художник, декоратор и иллюстратор, представитель стиля модерн и ар-деко. Член МОСХа.

## Биография
Происходит из дворянской семьи, его отец — троюродный брат А. Н. Лодыгина — одного из изобретателей электролампы. В 1909 году окончил Саратовское первое Александро-Мариинское реальное училище, где в одно время с ним учились будущие художники В. А. Милашевский, Д. Б. Райхман (Даран) и архитекторы Н. В. Недоносков (Степной) и Д. В. Карпов. Вместе с Милашевским Лодыгин брал частные уроки у саратовского художника Андрея Никулина. Лодыгин также проучился последний год на курсе «дополнительного класса» Саратовского Боголюбовского рисовального училища.
В 1910—1913 годах учился в Санкт-Петербургском институте гражданских инженеров, который был вынужден оставить в связи с финансовыми проблемами и переутомлением.

## Творчество
Расцвет творческой активности Сергея Лодыгина приходится на 1910-е годы. В это время он сотрудничал с такими изданиями как «Столица и усадьба», «Солнце России», «Сатирикон», «Аргус», «Жизнь и суд» и другими.
В 1915—1916 годах для издательства «Художественная открытка» создал в стилистике Обри Бёрдслея серию рисунков обнаженных женских фигур в экзотическом окружении змей, бабочек, пантер и т. п..
В годы гражданской войны находился в Саратове. Здесь он участвовал в оформлении театральных постановок, вечеров отдыха, преподавал в средней школе и Центральной художественной студии Саратовского губернского отдела народного образования. Создал рисунки для «Народного словаря», предполагавшегося к изданию Саратовским крайсоюзом потребительских обществ. Был мобилизован в политотдел Юго-Восточного, впоследствии Кавказского, фронта Красной армии, создавал знамена, плакаты, оформлял митинги. Вместе с В. М. Юстицким и Н. И. Симоном оформил агитпоезд политотдела Рязанско-Уральской железной дороги.
В 1920 году вслед за политотделом фронта переехал в Ростов-на-Дону, где создавал декорации для театра политотдела, Театра интермедий А. И. Сорина, Клуба Буденного и других городских и деревенских театров.
В 1922 году переехал в Москву и вернулся к работе иллюстратора. Авторству Лодыгина принадлежат иллюстрации в журналах «Вокруг Света», «Всемирный следопыт», с начала основания журнала и до конца жизни сотрудничал с журналом «Техника — молодёжи». В некрологе в журнале отмечается, что «его рисунки органически дополняли текст, на языке живописи раскрывая сущность сложнейших процессов, машин и аппаратов, помогая читателю проникнуть в мир высокой науки и техники наших дней».
Лодыгин создал обложки русского издания Джона Рида «Десять дней, которые потрясли мир», повести П. А. Бляхина «Красные дьяволята», книг Л. И. Гумилевского, В. Скотта, Л. Синклера и других, активно сотрудничая с издательством «Земля и фабрика (ЗИФ)».

## Галерея

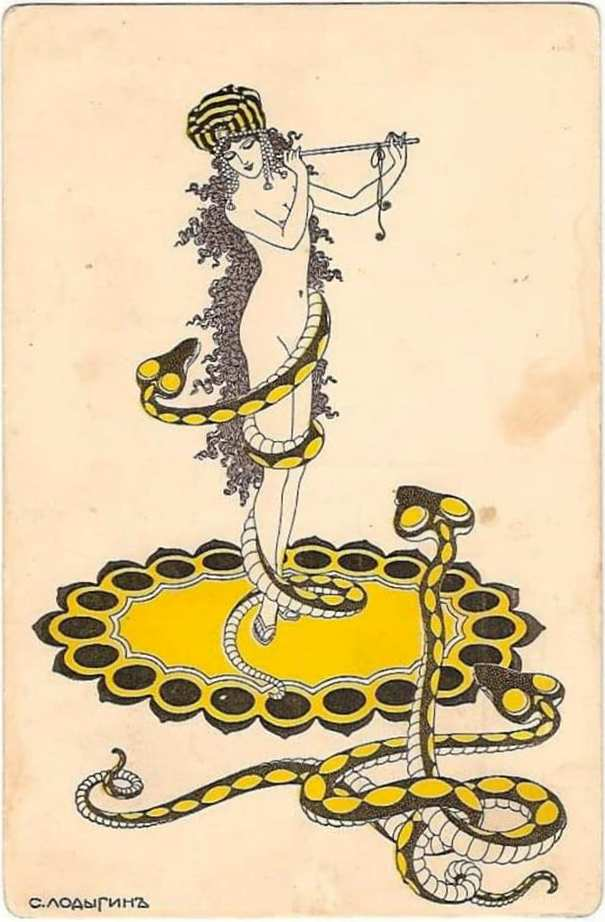
«Девушка со змеей». Издательство «Художественная открытка». Петроград, 1915—1916 гг.
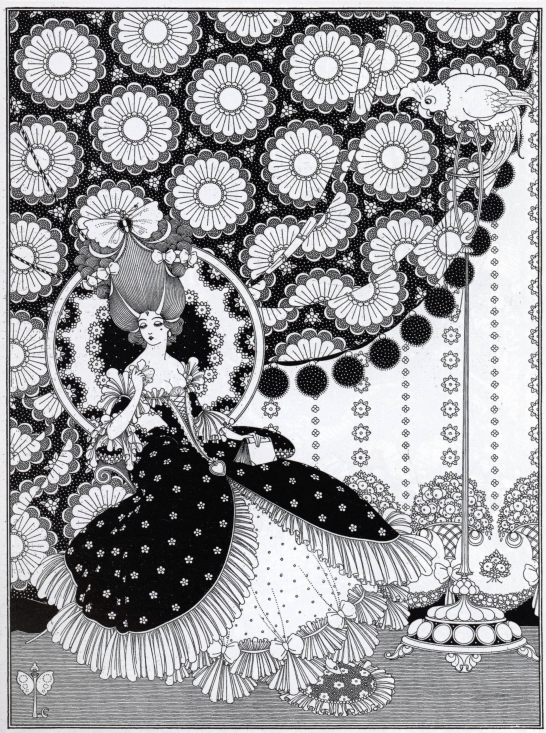
«XVIII век». Иллюстрация из журнала «Столица и усадьба», 1916 (№ 59).
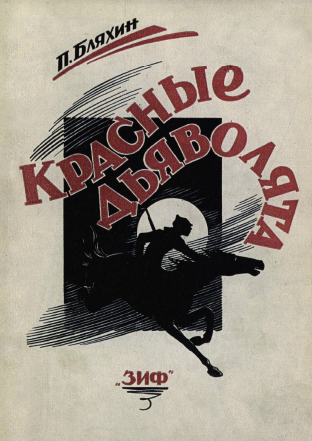
Обложка книги Павла Бляхина «Красные дьяволята» (Издательство «ЗИФ», 1928).
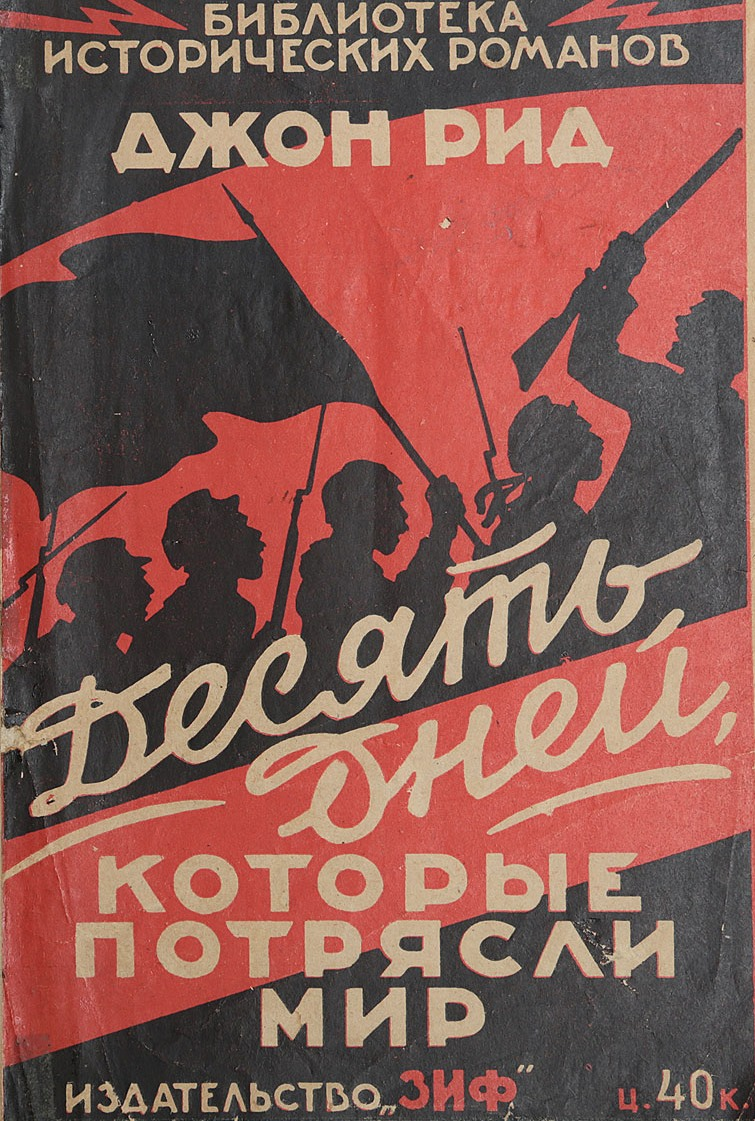
Обложка книги Джона Рида «Десять дней, которые потрясли мир» (Издательство «ЗИФ», 1928).
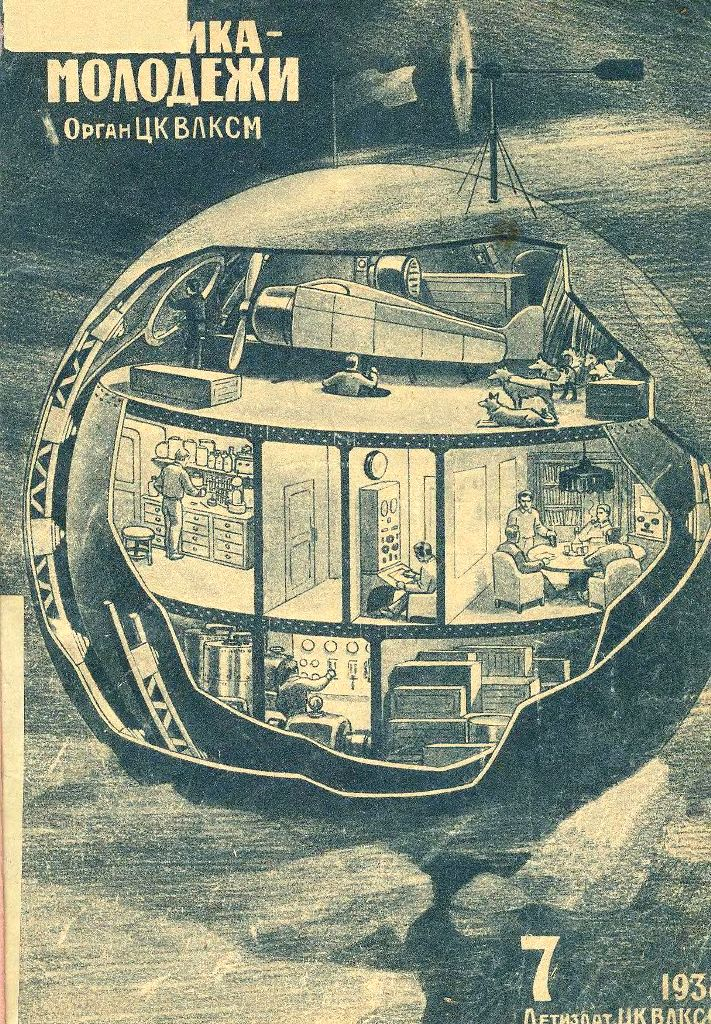
Обложка журнала «Техника — молодёжи», 1938 (№7).
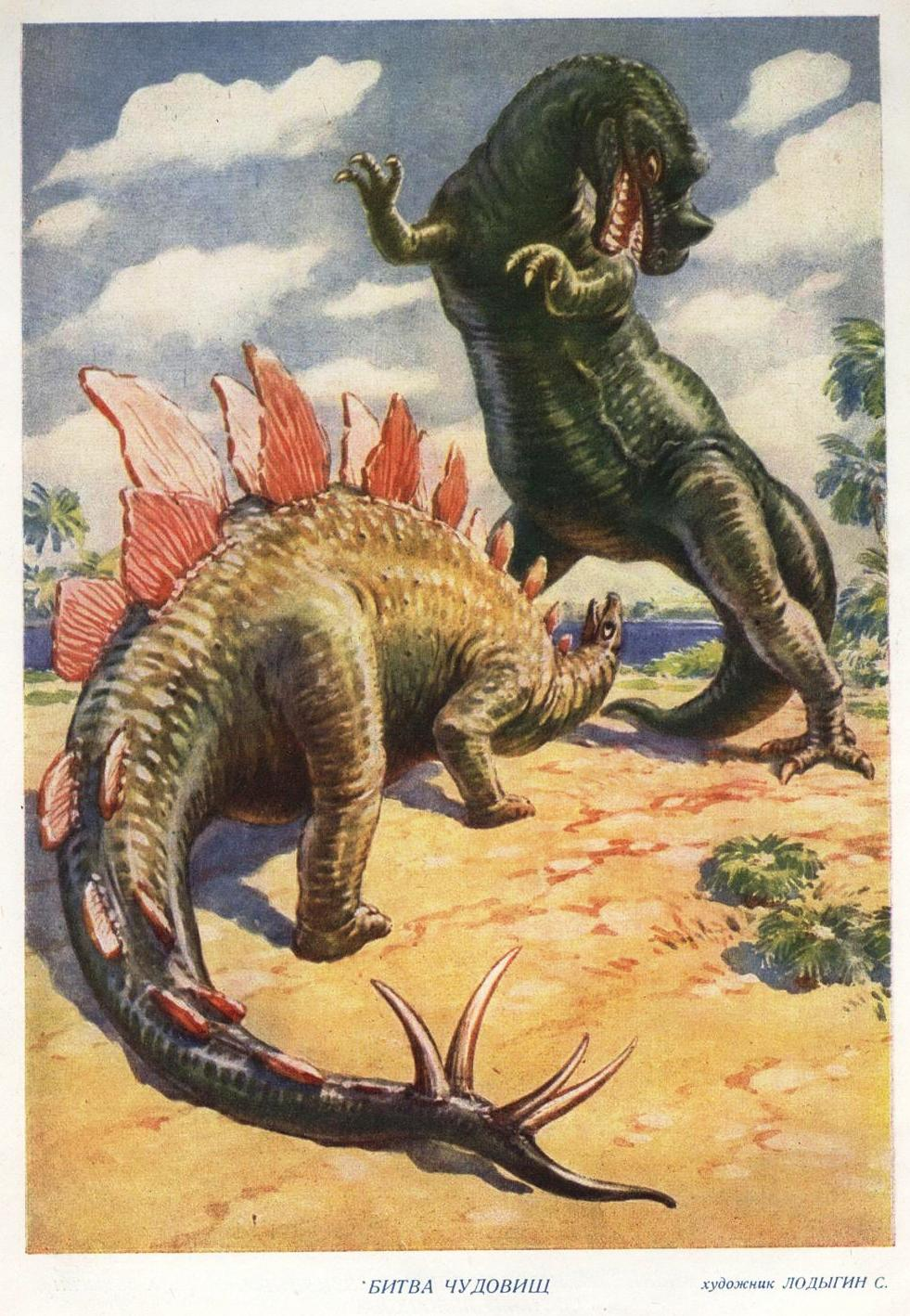
«Битва чудовищ». Иллюстрация из журнала «Знание — сила», 1946 (№1).